# Regatul Galiției și Lodomeriei

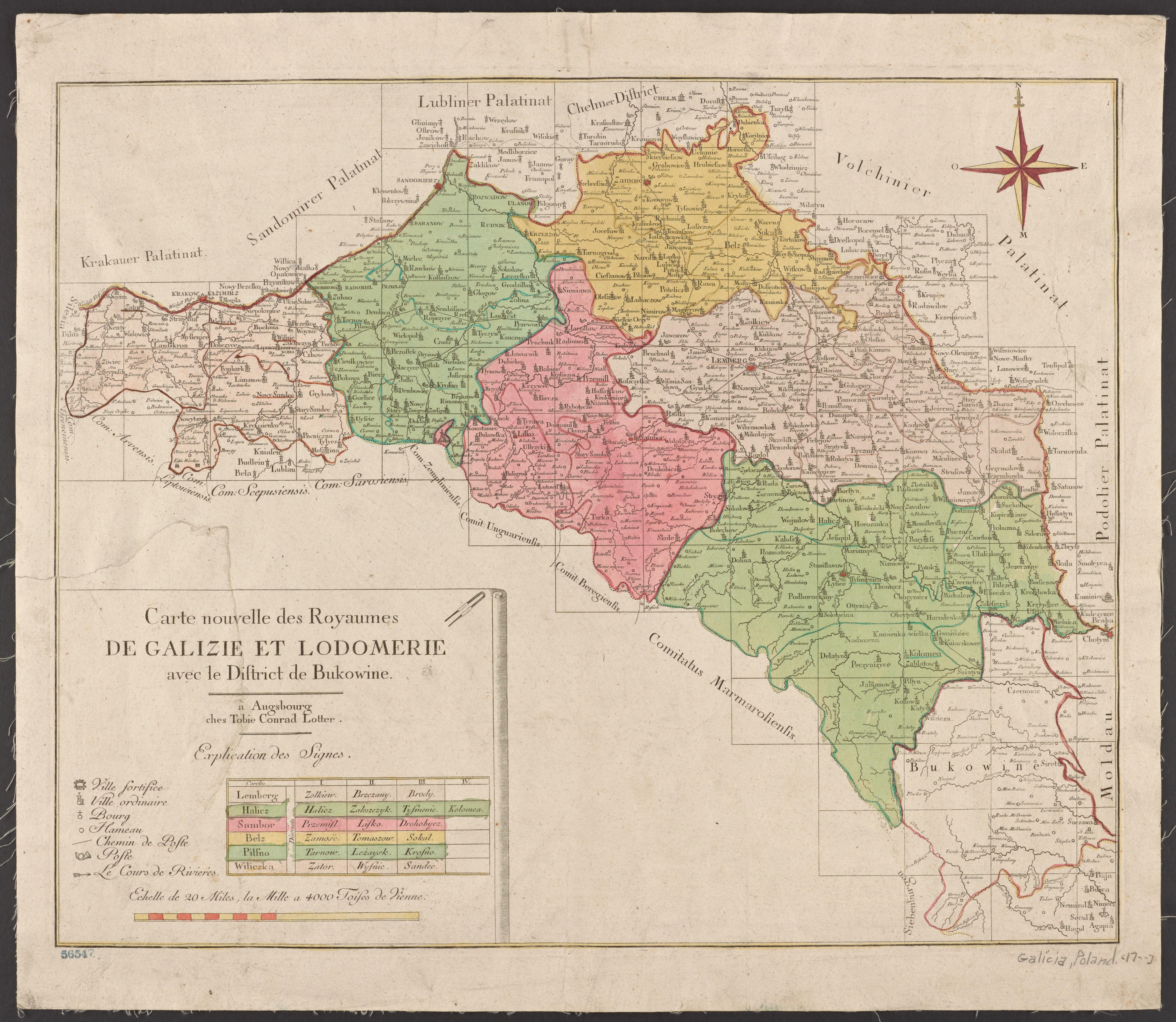
Regatul Galiției, 1777-1782

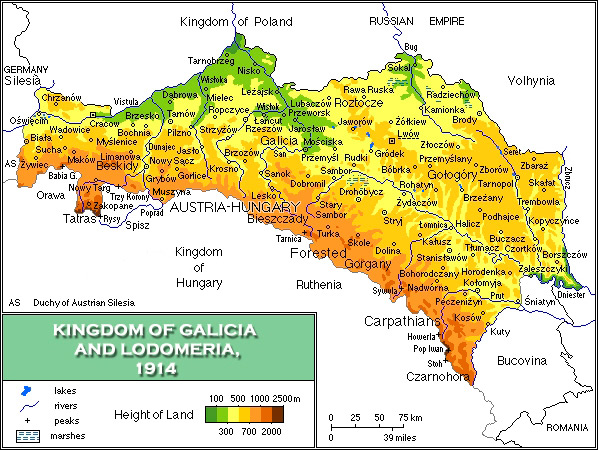
Regatul Galiției, 1846-1918

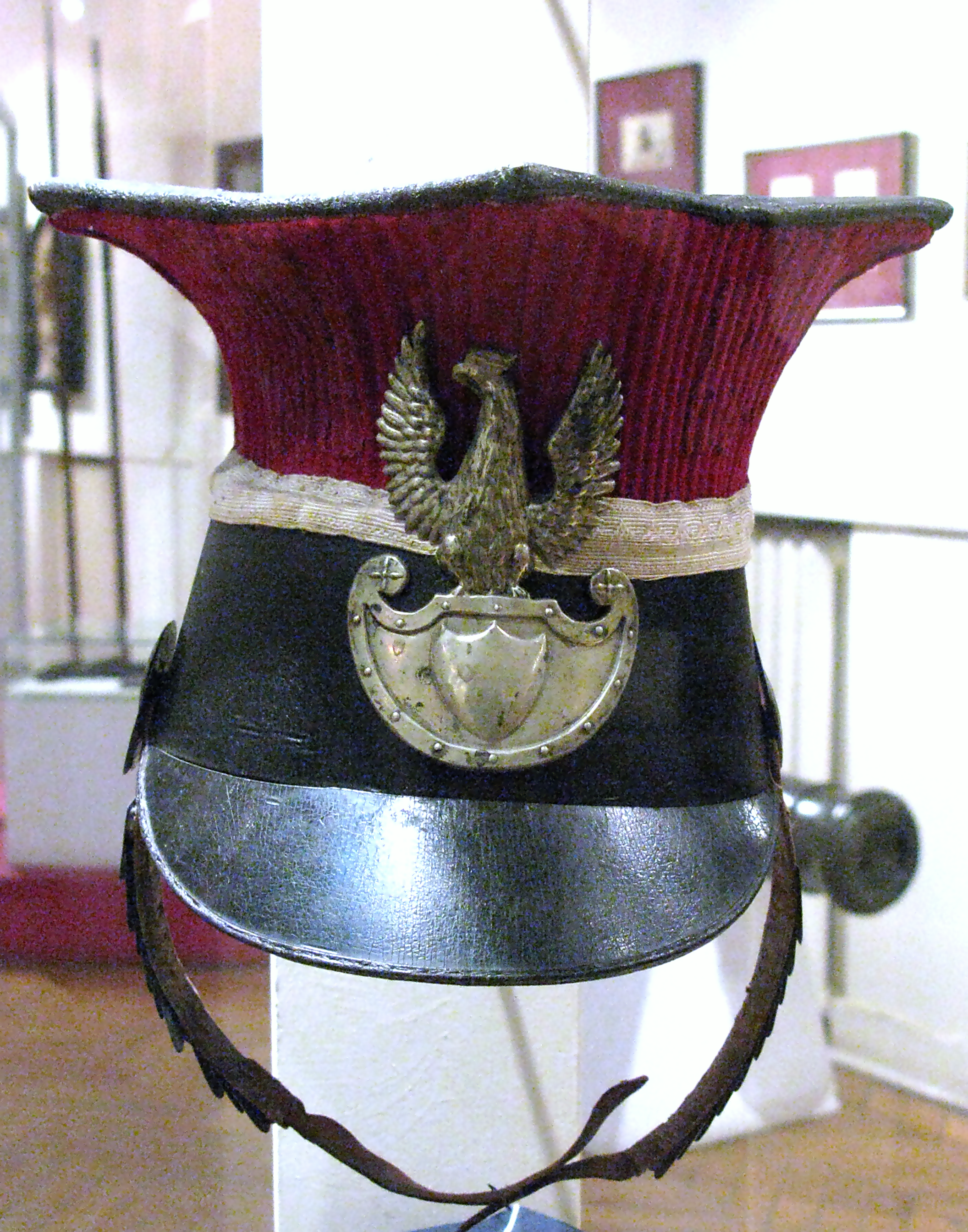
Caschetă „şako” a Găzii naţionale din Liov (Lvov, ucr.) din 1848

Regatul Galiției și Lodomeriei (în limbile germană: Königreich Galizien und Lodomerien mit dem Großherzogtum Krakau und den Herzogtümern Auschwitz und Zator; maghiară: Galícia és Lodoméria királysága Krakkó nagyhercegségével és Auschwitz és Zator hercegséggel; poloneză: Królestwo Galicji i Lodomerii wraz z Wielkim Księstwem Krakowskim i Księstwem Oświęcimia i Zatoru; ucraineană: Королівство Галичини і Лодомерії) a fost un regat dependent sau încorporat (din 1804) succesiv de Monarhia Habsburgică, Imperiul Austriac și Austro-Ungaria în perioada 1772 – 1918. Regatul a ocupat o regiune din Europa Centrală, care este divizată în zilele noastre între Polonia și Ucraina. Cea mai mare parte a teritoriului fostului regat se află pe teritoriul Ucrainei – regiunile Lviv, Ternopil și Ivano-Frankivsk.

## Istoric
Casa de Austria avea să participe la prima împărțire a Poloniei în 1772, anexând Galiția. După acel moment, regiunile poloneze și ucrainene stăpânite de monarhii Habsburgi aveau să devină „Regatul Galiției și Lodomeriei”, denumire care sublinia pretențiile Regatului Ungariei asupra acestor teritorii. După a treia împărțire a Poloniei, Regatului i-a mai fost adăugată Galiția apuseană (Galiția Nouă). Orașul Lemberg a devenit capitala noii entități. Conducerea regatului era dominată de aristocrația poloneză, în ciuda faptului că majoritatea populației, în principal în zona estică, era formată din ucraineni (ruteni, cum erau cunoscuți în acea perioadă). În afară de ucraineni și polonezi, regiunea era locuită și de evrei, care erau concentrați în special în regiunile estice.
În timpul primilor zeci de ani de stăpânire austriacă, Galiția a fost guvernată direct de la Viena, birocrația austriacă (formată din germani și cehi germanizați) a aplicat în regiune o serie de reforme. Aristocrația locală a primit garanții cu privire la anumite drepturi, drepturi care au fost însă puternic îngrădite. Foștii iobagi au devenit supuși ai legii statului austriac, fiind scoși de sub dominația marilor moșieri. Țăranilor le-au fost garantate anumite libertăți personale, cum ar fi acela de a se căsători fără permisiunea moșierului. Obligațiile de muncă ale țăranilor au fost definite foarte clar și au fost limitate, ei putându-se adresa în chestiunile legale direct curților de justiție austriece de orice nivel. Biserica „Unită” de Rit Răsăritean a fost redenumită „Greco-Catolică”, punând-o astfel pe picior de egalitate cu Biserica Romano Catolică. Greco-catolicii au reușit în aceste condiții să creeze, și cu ajutorul autorităților austriece, mai multe seminare și să-și aleagă un mitropolit. Toate reformele au fost acceptate cu greu de către aristocrația locală, dar au fost primite foarte bine de majoritatea populației, atât cea poloneză cât și cea ucraineană, ceea ce a dus la apariția unui curent favorabil împăratului de la Viena, atitudine care nu s-a schimbat până la sfârșitul dominației austriece. Pe de altă parte, noua posesiune imperială a asigurat Vienei venituri suplimentare, iar din rândul populației locale au fost recrutați  numeroși soldați pentru armată.

### Regatul între 1815 – 1860
În 1815, ca urmare a deciziilor Congresului de la Viena, orașul Lublin și regiunile înconjurătoare (cea mai mare parte a Galiției de vest și a Galiției Noi) au fost cedate de Imperiul Austriac în favoarea Poloniei Congresului, (aflată sub dominația Imperiului Rus). În schimb, regiunea Ternopil, inclusiv regiunea istorică a Podoliei sudice, a fost retrocedată de Rusia (care o stăpânea din 1809) Austriei. Marele oraș Cracovia și teritoriul înconjurător, (care fuseseră parte a Galiției Noi), au fost transformate în Orașul Liber Cracovia.
Deceniile al treilea și al patrulea au fost o perioadă de conducere absolutistă a Vienei, birocrația locală galițiană fiind formată din germani și cehi germanizați, deși unii dintre copii acestora din urmă au fost polonizați. După eșecul Insurecției din Noiembrie a polonezilor de sub ocupație rusă (1830 – 1831), la care au participat mai multe sute de voluntari galițieni, în Galiția au sosit numeroși refugiați polonezi. În deceniul al patrulea au apărut numeroase organizații clandestine poloneze, care au reușit să organizeze în 1846 Insurecția din Cracovia. Rebeliunea polonezilor a fost rapid înăbușită de autoritățile austriece, ajutate de țăranii locali, rămași loiali împăratului. Insurecția s-a manifestat doar în partea vestică a Galiției, populată de polonezi. Insurecția a adus în prim plan și conflictul dintre nobilimea autoproclamată „patriotă” și țărănimea lipsită de înțelegere pentru idealurile naționaliste. Ca urmare a eșecului revoltei, Cracovia, care funcționase până atunci ca „oraș-repulbică liber”, a devenit parte a Galiției și ș-a pierdut statul de capitală în favoarea Lembergului.
În partea răsăriteană a Galiției, a început să se manifeste în deceniul al patrulea și semnele redeșteptării naționale a rutenilor. Activiștii nationaliști – în principal seminariști greco-catolici – afectați de mișcările romantice europene și de exemplul fraților slavi din alte părți, în special din Ucraina răsăriteană de sub controlul rus, și-au îndreptat atenția spre popor și spre limba maternă. În 1837, așa-numita „Triada Rutenă” condusă de Markian Șașkevici au publicat „Nimfa Nistrului”, o colecție de cântece populare și povestiri în limba rutenă. Autoritățile austriece și Mitropolitul greco-catolic au interzis cartea.
În 1848 a izbucnit Revoluția din Viena alte regiuni ale Imperiului Austriac. La Lemberg a fost format Consiliul Național Polonez și Consiliul Suprem Ucrainean (Rutean). Într-o încercare de contracarare a acțiunilor revoluționare, guvernatorul austriac Franz Stadion a abolit ultimele obligații feudale ale țăranilor. Cererile polonezilor pentru autonomia Galiția au fost întâmpinate de propunerile ucrainenilor pentru egalitate națională și pentru împărțirea regiunii în două entități naționale: poloneză în vest și ucraineană în răsărit. Revoluția din Lemberg a fost înăbușită de trupele imperiale, care au atacat orașul cu artileria și infanteria.
După revoluția de la 1848 a urmat un deceniu de absolutism, dar pentru a opri agitația naționalistă poloneză, a fost numit în funcția de vicerege nobilul polonez podolian Agenor Romuald Gołuchowski. El a început polonizarea administrației și a respins cererile rutenilor pentru împărțirea provinciei. El a încercat fără succes să forțeze Biserica Greco Catolică să treacă la folosirea calendarului gregorian și pe ucraineni să treacă la alfabetul latin și să renunțel al cel chirilic.

### Experimentele constituționale
După înfrângerea suferită de austrieci în Italia în 1859, imperiul a intrat într-o perioadă a experimentelor constituționale. În 1860, guvernul de la Viena a urmat sfatul viceregelui Galiției, Agenor Gołuchowski, și a emis Diploma din Octombrie prin care se statuta o federalizare limitată a imperiului. Reacția negativă a populației din teritoriile locuite de majoritatea vorbitoare de limbă germană a dus la o schimbare. În februarie anul următor a fost emis Patenta din Februarie, care punea capăt acestei încercări de descentralizare. Cu toate acestea, Galiției i s-a permis să aleagă o dietă. Dacă la începuturile ei, adunarea aceasta avea în rândurile ei aproximativ o jumătate dintre membri proveniți din rândul țărănimii prohabsburgice poloneze și ucrainene, iar chestiunea națională ucraineană a fost pusă pe ordinea de zi, presiunile administrative au limitat eficacitatea ei. Treptat, Dieta Galiției a ajuns să fie dominată de aristocrația poloneză, favorabilă autonomiei. În același an, în teritoriile poloneze aflate sub dominația țaristă au izbucnit o serie de tulburări, care și-au făcută influența și în Galiția. În fața amenințărilor naționaliste poloneze, administrația de la Viena a hotărât desființarea Dietei.
După izbucnirea unei noi serii de revolte în teritoriile poloneze aflate sub dominația țaristă, guvernul austriac a proclamat starea de asediu în Galiția în perioada 1864 – 1865, trecând la suspendarea anumitor drepturi civile.
Anul 1865 a marcat renașterea ideilor federaliste, așa cum fuseseră sugerate de Gołuchowski. Reprezentanții nobilimii poloneze au reluat tratativele de autonomie cu guvernul de la Viena.
Rutenii se simțeau în această perioadă abandonați de guvernanții de la Viena. Naționaliștii „Rutenii Vechi”, organizați în jurul nucleului de la Catedrala greco-catolică Sfântul Gheorghe, și-au întors privirile către Rusia. Printre aceștia s-au remarcat un grup extremist al rusofililor ucraineni. În același timp s-a dezvoltat o mișcare intelectuală ucrainofilă influențată de scriitorul ucrainean Taras Șevcenko. Această mișcarea a asigurat publicarea unor lucrări literare în limba localnicilor și a înființat o rețea de case de lectură. Activiștii acestei mișcări au fost numiți „populiști”, iar mai târziu au fost numiți simplu „ucraineni”. În ciuda acestor dezvoltări naționaliste, majoritatea rutenilor mai sperau încă că li se va recunoaște identitatea etnică și va avea loc o împărțirea a Galiției pe principii etnice. 

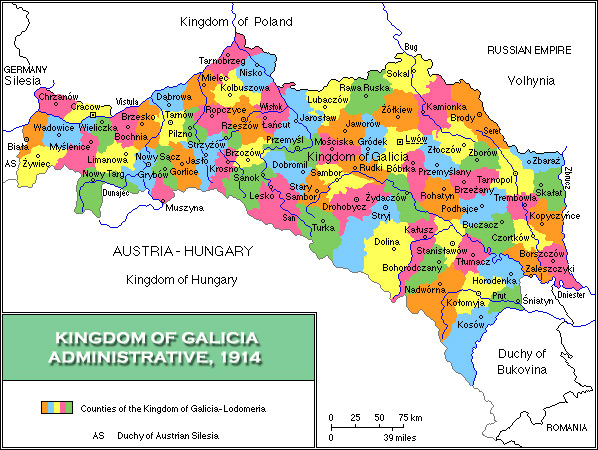
Regatul Galiției, harta admninistrativă din 1914

### Autonomia Galiției
În 1866, după Bătălia de la Sadova și înfrângerea austriecilor în războiul austro-prusac, Imperiul Austriac a început să aibă tot mai multe probleme interne. Împăratul Franz Iosif, într-o încercare de a lărgi sprijinul pentru monarhie, a început negocierile cu nobilimea maghiară. Unii dintre membrii guvernului, printre care și premierul Richard von Belcredi, l-au sfătuit pe împărat că accepte compromisuri constituționale cu naționalitățile imperiului și să creeze o structură federală a statului. Belcredi se temea că o înțelegere exclusivă cu ungurii nu va face decât să scadă sprijinul restului naționalităților din imperiu.  Împăratul a considerat însă că nu este cu putință să ignore puterea și influența nobilimii maghiare, care nu era dispusă să accepte decât un compromis bazat pe dualismul puterii între maghiari și austrieci.
În cele din urmă a avut loc „Ausgleich” – Compromisul din februarie 1867, în urma cărui Imperiul Austriac a fost reformat și transformat în Dubla Monarhie austro-ungară. Deși planurile polonezilor și cehilor pentru includerea teritoriilor locuite de ei într-o structură federală au eșuat, în Galiția a început să se dezvolte un proces lent, dar continuu, de liberalizare politică. Reprezentanții aristocrației și intelectualității poloneze au cerut împăratului o mai mare autonomie a Galiției. Dacă cererile polonezilor nu au fost acceptate la început, în cursul anilor care au urmat au fost făcute concesii importante în chestiunea autonomiei Galiției.

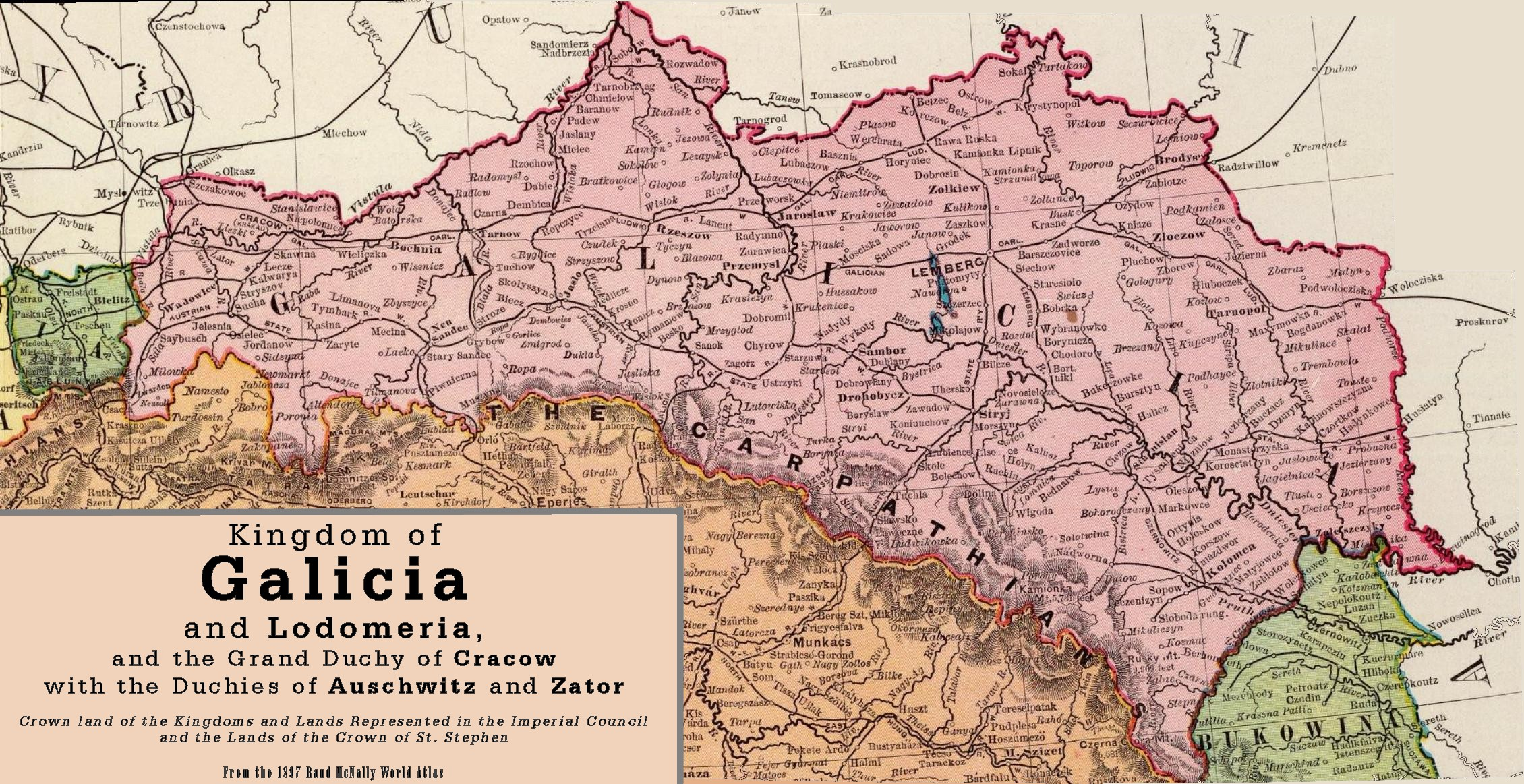
Galiția în 1897

Galiția a devenit autonomă „de facto” din 1873 în cadrul statului austro-ungar, iar limba poloneză a primit statutul de limbă oficială. De asemenea, și limba ucraineană a început să fie folosită într-o mai mare măsură în administrație. Procesul de germanizare a fost oprit, iar cenzura a fost ridicată. Galiția era subiect al părții austriece a monarhie dualiste, dar Dieta (Seimul) Galiției și administrația provincială s-au bucurat de drepturi vaste, în special în domeniul învățământului, culturii și afacerilor locale.
Aceste schimbări s-au bucurat de sprijinul a numeroși intelectuali polonezi. În 1869, un grup de intelectuali conservatori din Cracovia, (Józef Szujski, Stanislaw Tarnowski, Stanislaw Kozmian, Ludwik Wodzicki ș.a.), au publicat o serie de pamflete Teka Stańczyka (Mapa lui Stańczyk ). La doar cinci ani după înăbușirea în sânge a Insurecției din Ianuarie, pamfletele ridiculizau ideea revoltei armate naționale și propuneau ajungerea la un compromis cu inamicii Poloniei, în principal cu Imperiul Austriac, concentrarea asupra dezvoltării economice și acceptarea concesiunilor politice oferite de Viena. Această grupare politică a fost cunoscută cu numele de „Stanczykiști” sau „Conservatorii de la Cracovia”. Împreună cu moșierii polonezi din Galiția răsăriteană și aristocrația podoliană, ei au deținut puterea politică în Galiția până în 1917. Mutarea centrului de greutate politică de la Viena spre clasa avută poloneză nu a fost văzută cu ochi buni de ruteni, a căror orientări politice s-au divizat clar între rusofili și naționaliștii ucraineni.
Atât austriecii cât și polonezii îi considerau trădători pe rusofili și puterea a inițiat o serie de procese politice pentru discreditarea lor. În 1880, s-a parafat un acord între polonezi și „populiștii” ucraineni, prin care se prevedea ucrainizarea parțială a sistemului de învățământ public în Galiția răsăriteană și o serie de concesii făcute publicațiilor ucrainene. Ca urmare, mișcarea națională ucraineană s-a întărit rapid în regiunile locuite de ruteni și, în ciuda unor reculuri repetate, la începutul secolului al XX-lea, această mișcare a înlocuit aproape complet mișcarea rutenă în lupta pentru putere cu facțiunea poloneză. De-a lungul acestei perioade, ucrainenii nu au renunțat nicio clipă la cererile tradiționale ale rutenilor pentru egalitate națională și pentru împărțirea provinciei în două regiuni: poloneză în vest și ucraineană în est.

### Marea Emigrație Economică
Începând cu ultimele două decenii ale secolului al XIX-lea, a apărut o mișcare de emigrare de masă a țăranilor galițieni. Emigrația a început ca o deplasare sezonieră în Germania (țară reunificată de puțină vreme și foarte dinamică din punct de vedere economic) și a continuat cu o migrațiune de amploare transatlantică, în Statele Unite ale Americii, Canada și Brazilia.
Migrația a avut ca principală cauză condițiile economice grele din Galiția și sărăcia din regiunile rurale. Primii emigranți au fost cei din vest, populată de polonezi, urmați la ceva verme și de ucrainenii din est. La această amplă mișcare de migrație au participat toate naționalitățile din regiune: polonezii, ucrainenii, evreii, românii și germanii. Polonezii au migrat în principal în New England și statele Vestului Mijlociu American, dar și în alte regiuni ale SUA, Brazilia sau Canada. Ucrainenii au emigrat în SUA, Canada și Brazilia. Un grup foarte numeros din sudul Podoliei a emigrat în Canada apuseană. Evreii au emigrat direct în Americi, sau după o perioadă intermediară de locuire în alte regiuni ale Austro-Ungariei.
La Marea Emigrație Economică au participat mai multe sute de mii de oameni. Numărul celor emigrați a crescut neîncetat până în momentul izbucnirii Primului Război Mondial în 1914. Războiul a dus la încetarea temporară a emigrației, care a fost reluată după sfârșitul conflictului mondial, dar la proporții mult mai mici decât în perioada antebelică. 
. 
Marea Emigrație Economică, în mod special în Brazilia („Febra braziliană”, după cum a fost numită) și-a găsit reflectarea în operele artiștilor polonezi precum Maria Konopnicka, sau ucraineni, precum Ivan Franko.

### Primul Război Mondial și conflictul polono-ucrainean
În timpul Primului Război Mondial, Galiția a fost unul dintre cele mai sângeroase teatre de luptă a Puterilor Centrale și Imperiului Rus. Forțele ruse au reușit să ocupe cea mai mare parte a teritoriului Galiției în 1914. Rușii au fost respinși în primăvara și vara anului 1915, în urma unei acțiuni cobinate germano-austro-ungare.
În 1918, Galiția apuseană a devenit parte a statului polonez renăscut. Populația locală ucraineană și-a proclamat pentru puțină vreme independența în Galiția estică, unde a fost fondată Republica Populară a Ucrainei Occidentale. În timpul războiului polono-sovietic, bolșevicii au încercat să creeze un stat marionetă – „RSS Galițiană” – în estul regiunii, care a rezistat numai câteva luni. Până în cele din urmă, întreaga regiunea a fost ocupată de polonezi. Anexarea Galiției răsăritene de către polonezi nu a fost acceptată niciodată de naționaliștii ucraineni, dar a fost recunoscută de comunitatea internațională în 1923.
Ucrainenii din estul Galiției și din Volînia învecinată formau aproximativ 12% din populația Poloniei și reprezenta cea mai mare minoritate națională a tinerei republici. Politica guvernului de la Varșovia față de minorități a fost una agresivă, ceea ce a dus la apariția unei mișcări clandestine – Organizația Naționaliștilor Ucraineni.

## Populația

### Împărțirea administrativă și principalele localități
Regatul a fost împărțit în mai multe regiuni administrative, al căror număr a variat de-a lungul timpului. În 1914 existau 75 astfel de regiuni – powiaturi. În afară de capitala Lemberg, Cracovia era considerată capitala neoficială a vestului țării, fiind de asemenea cel de-al doilea oraș ca importanță al regatului.
| - Belz (ucraineană: Белз, poloneză: Bełz, idiș: Beltz) - Berezhany (ucraineană: Бережани, poloneză: Brzeżany) - Biecz (germană: Beitsch) - Bochnia (germană: Salzberg) - Boryslav (ucraineană: Борислав, poloneză: Borysław) - Brody (ucraineană: Броди, idiș: Brod) - Busk (ucraineană: Буськ) - Buchach (română: Buceaci, ucraineană: Бучач, poloneză: Buczacz) - Chortkiv (ucraineană: Чортків, poloneză: Czortkow) - Chrzanów - Dukla - Drohobych (ucraineană: Дрогобич, poloneză: Drohobycz) - Gorlice (germană: Gorlitz) - Halych (română Halici, ucraineană: Галич, poloneză: Halicz, germană: Halitsch, idiș: Galits) - Husiatin (ucraineană: Гусятин) - Jarosław (română Iaroslav, ucraineană: Ярослав, germană: Jaroslau) - Jasło (germană: Jassel) - Kalush (română Căluș, ucraineană: Калуш, poloneză: Kałusz) - Kolomyia (română: Colomeea, germană: Kolomea, ucraineană: Коломия (Kolomyya), poloneză: Kołomyja, idiș: Kolomay) - Kozova (ucraineană: Козова, poloneză: Kozowa) - Kraków (română Cracovia, germană: Krakau, idiș: Kruke) - Krosno (germană: Krossen) - Lesko (Lisko), idiș: Linsk) - Leżajsk (germană: Lyschansk, idiș: Lizhensk) - Limanowa (germană: Ilmenau) - Lviv (română Liov, ucraineană: Львів, poloneză: Lwów, germană: Lemberg, idiș: Lemberik) - Łańcut (germană: Landshut) - Machliniec - Myślenice (germană: Mischlenitz) | - Nadvirna (ucraineană: Надвірна, poloneză: Nadwórna) - Nowy Sącz (germană: Neu Sandez, idiș: Zanz) - Oświęcim (germană: Auschwitz, idiș: Oshpetsin) - Peremyshliany (ucraineană: Перемишляни, poloneză: Przemyślany) - Przemyśl (ucraineană: Перемишль (Peremyshl'), germană: Prömsel) - Pidhaiți (poloneză: Podhajce) - Rava-Ruska (poloneză: Rawa Ruska, idiș: Rave) - Rohatyn (ucraineană: Рогатин) - Rymanów (germană: Reimannshau) - Rzeszów (idiș: Rejsza, ucraineană: Ряшів (Riashiv), germană: Reichshof) - Sambir (ucraineană: Самбір, poloneză: Sambor) - Sanok (ucraineană: Сянік, Сянок, germană: Saanig, idiș: Sonik, Hungarian: Sánók) - Stanyslaviv (ucraineană: Станиславів, poloneză: Stanisławów, germană: Stanislau, idiș: Stanislev, acum: Ivano-Frankivsk) - Terebovlia (ucraineană: Теребовля, poloneză: Trembowla) - Tarnopol (poloneză: Tarnopol, ucraineană: Тернопіль (Ternopil')) - Tarnów (germană: Tarnau) - Tomaszów Lubelski (ucraineană: Томашів-Любельський,(Tomashiv Lyublins'kyi)) - Truskavets (ucraineană: Трускавець, poloneză: Truskawiec) - Wieliczka (germană: Groß Salze) - Zalișcikî (ucraineană: Заліщики, poloneză: Zaleszczyki) - Zator (germană: Neuenstadt an der Schaue) - Zolochiv (ucraineană: Золочів, poloneză: Złoczów, idiș: Zlotshev) - Zhovkva (ucraineană: Жовква, poloneză: Żółkiew) - Żywiec (germană: Saybusch) |

În 1773, Galiția aveao o populație de aproximativ 2,6 milioane de locuitori, care trăiau în 280 de orașe și târguri, și în 5.500 de sate. În regiune existau aproximativ 19.000 de familii nobiliare, cu 95.000 de membri (~ 3% din populație). Populația rurală semi-iobagă era de 1,86 milioane de oameni, adică 70% din populație. Restul îl reprezentau fermierii liberi, dar 84% dintre aceștia aveau proprietăți cu suprafețe mici sau nu aveau pământ deloc.
Nicio regiune a monarhiei austriece nu era atât de pestriță din punct de vedere etnic ca Galiția: polonezi, ruteni, germani, armeni, evrei, unguri, țigani, lipoveni, etc. Polonezii reprezentau majoritatea populației în vestul regiunii, pe când rutenii erau majoritari în răsărit.
Evreii din Galiția emigraseră aici încă din Evul Mediu din Germania. Cei mai mulți dintre ei erau vorbitori de idiș. Populația germanofono era numită în general funcție de regiunea de origine a strămoșilor lor: sași - Saxonia, șvabi – Suabia.
Diferențierea din punct de vedere religios era mult mai ușor de făcut: în vreme ce polonezii erau în majoritate catolicism, rutenii erau în principal greco-catolici. Evreii, care reprezentau al treilea grup religios important, erau în cea mai mare parte ortodocși.
Speranța de viață medie a populației galițiene era de 28,5 ani pentru femei și 27 ani pentru bărbați. Prin comparație, speranța de viață în Boemia era de 37, respectiv de 33 ani, în Franța 41, respectiv 39 ani și în Anglia de 42, respectiv 40 ani.

## Economia
Din punct de vedere economic, Galiția a fost cea mai slab dezvoltată regiune a Imperiului Austriac și ca urmare a primit un important ajutor financiar din parte guvernului de la Viena. Nivelul de dezoltare economică a Galiției putea fi comparat cu cel al Rusiei sau al țărilor balcanice, dar era mult în urma nivelui din Europa Occidentală.
Primul studiu detaliat al situației economice a regiunii a fost făcut de avocatul, economistul și chimistul polonez Stanislaw Szczepanowski (1846–1900). El și-a publicat studiul cu titlul Nędza galicyjska w cyfrach (Sărăcia galițiană în cifre) în 1873. Szczepanowski (pron. Șcepanovschi) a descris Galiția drept una dintre cele mai sărace regiuni ale Europei, bazându-se pe cifrele oficiale publicate de autoritățile austro-ungare, pe experiența sa de funcționar la India Office (departamentul guvernului britanic pentru administrarea Indiei) și pe cea din timpul în care a lucrat la dezvoltarea regiunii petrolifere din regiunea Borysław.
În 1888, Galiția avea o suprafață de 78.550 km², o populație de. 6,4 milioane de oameni, din care 4,8 milioane de țărani, (75% din populație). Densitatea populației era 81 locuitori/km², mai mare decât cea din Franța (71 locuitori/km²).
Statisticile oficiale austriece demonstrau că Galiția și Lodomeria erau mai sărace decât alte regiuni din occident. Venitul mediu/cap de locuitor era în jur de 53 guldeni, față de 91 în Polonia Congresului, 100 în Ungaria și peste 450 în Anglia. Impozitele și taxele plătite în Galiția erau relativ ridicate, fiind de 9 guldeni pe an (adica 17% din venitul anual), față de doar 5% în Prusia sau 10% în Anglia. De asemenea, proporția persoanelor bogate era mai scăzută dacât în alte părți ale Europei. Așa numita „taxă pe bogăție”, plătită de persoanele cu un venit mai mare de 600 guldeni, era plătită de 8‰ din populația galițiană, față de 28‰ în Boemia și 99‰ în Austria Inferioară. În ciuda taxelor foarte mari, datoria publică a guvernului Galiției a depășit la sfârștiul secolului al XIX-lea 300 milioane guldeni, adică aproximativ 60 guldeni/persoană.
Se poate trage concluzia că această regiune a fost folosită de guvernul austro-ungar pe post de sursă de forță de muncă ieftină și de recruți pentru armată, dar și ca zonă tampon față de Rusia. Industria grea s-a dezvoltat în regiune doar la începutul secolululi al XX-lea, fiind în principal legată de industria militară. Cele mai importante investiții de stat din regiune au fost căile ferate și fortificațiile din Przemyśl, Cracovia (Kraków) și alte câteva orașe. Dezvoltarea industrială a fost legată de numele lui Ignacy Łukasiewicz (Ignați Lucasievici) și exploatările petrolifere, ca și de minele de sare de la Ocna Mare (Wieliczka), exploatate încă din Evul Mediu).

## Cultura
- Ziare: Gazette de Leopol (1776)[1], Slovo (închis în 1876 ca urmare a Ucazului de la Ems)[2]
- Săptămânale: Zoria Halytska (primul număr pe 15 mai 1848)[3]

## Steagul Galiției și Lodomeriei
Galiția și Lodomeria un încorporat până în 1848 și Bucovina și a avut ca steag bicolor roșu-albastru (două benzi orizontale, cea superioară albastă, cea inferioară roșie).
După ce Bucovina a căpătat un statut independent în 1849, aceasta a păstrat steagul bicolor, iar Galiția-Lodomeria  a folosit steagul bicolor albastru-roșu, în vreme ce Galiția a primit un steag tricolor cu benzile orizontale, albastru, roșu, galben.
Acest steag a fost folosit până în 1890, gând Glaiția-Lodomeria a început să folosească un nou steag bicolor, cu benzile orizontale, roșu-alb. Acest drapel a fost folosit până la desființarea regatului în 1918.

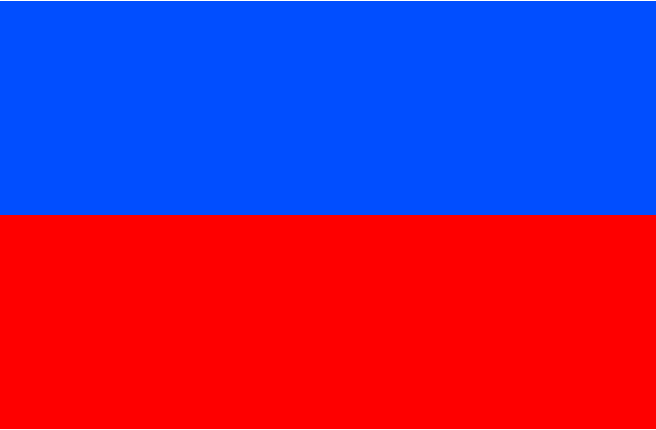
Steagul Galiţiei până în 1849
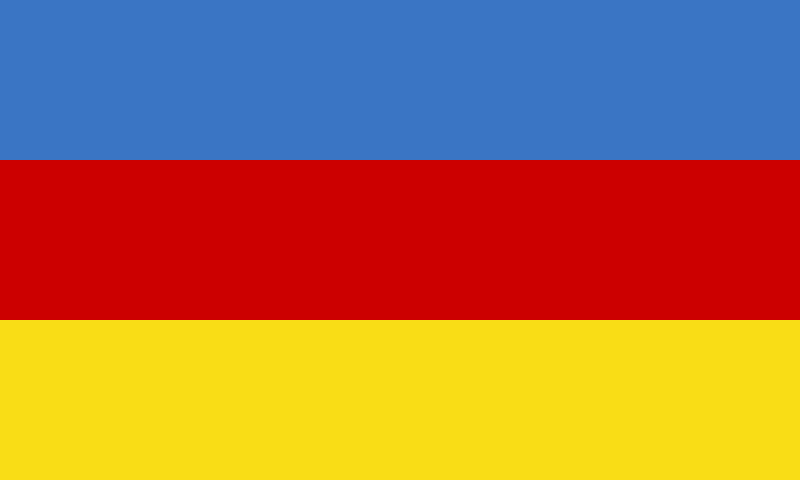
Steagul Galiţiei, 1849-1890
Steagul Galiţiei, 1890-1918